# 脱朵延·吉儿帖
脱朵延·吉儿帖（?—?），又作脱朵格，《亲征录》、《元史·太祖纪》作脱端·火儿真，12世纪蒙古泰赤乌部首领。
也速该死后，也速该同宗的泰赤乌人脱朵延·吉儿帖和塔儿忽台·乞邻勒秃黑等顺斡难河而下，抛弃也速该的遗孀诃额仑母子迁走。察剌合老人前去劝说，脱朵延·吉儿帖说：“深水已经干涸了，明亮的石头已经破碎了！”他问脱朵延：“你凭什么劝说！”就在察剌合背脊上刺了一枪。后来归附成吉思汗的哲别、锁儿罕失剌、沉白、赤老温、合答安都是脱朵延的属民。